# Schandel

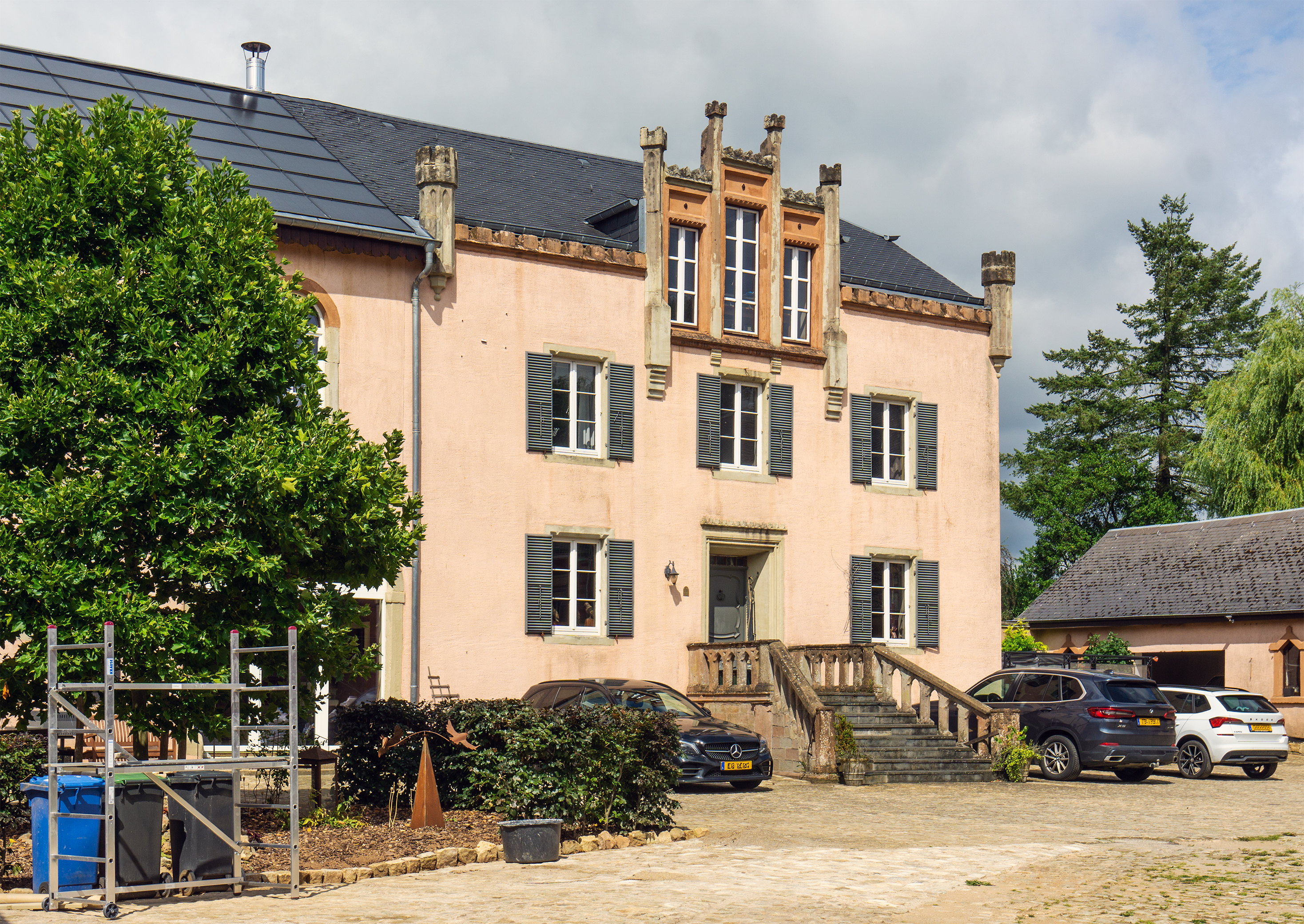
Vista d'una antiga granja.

Schandel (en luxemburguès i en alemany: Schandel) és una vila de la comuna de Useldange situada al districte de Diekirch del cantó de Redange. Està a uns 23 km de distància de la ciutat de Luxemburg.